# Le Pied de momie
Le Pied de momie est une nouvelle fantastique de Théophile Gautier, publiée pour la première fois en septembre 1840 dans Le Musée des familles.

## Résumé
Dans une boutique d’antiquités appelée antres mystérieux, un homme (le narrateur) découvre un pied de momie que le marchand affirme être celui de la princesse égyptienne Hermonthis. L'antiquaire affirme que le père de la princesse ne serait pas content s'il l'achète pour 5 louis mais le marchand cède et grommelle dans son coin. L'homme rapporte le pied chez lui pour l'utiliser comme simple presse-papier sur son petit bureau.
La nuit, la princesse égyptienne lui apparaît. Elle se plaint d'avoir perdu son pied. L'homme le lui rend. Pour le remercier, elle échange le presse-papier contre une petite figurine de pâte verte qu'elle portait à son cou, puis entraîne miraculeusement son bienfaiteur dans la maison de son père, le pharaon Xixouthros. Le narrateur a peur car la phrase de l'antiquaire lui revient : «Le père de la princesse ne sera pas content car il tient à sa fille».
Mais le héros se fait féliciter par le pharaon, qui lui demande comment il pourrait le remercier. L'homme demande la main de la princesse. Xixouthros refuse car sa fille a trente siècles et le héros a vingt-sept ans. Il lui explique qu'il est immortel et lui prend le bras. L'homme se réveille alors. C'est en fait son ami, Alfred qui essayait de le lever. Le héros se lève et il remarque alors sur son bureau la figurine de pâte verte et non le pied de momie qu'il avait acheté la veille.

## Publications
Liste non exhaustive.
- Théophile Gautier, « Contes et récits fantastiques », éd. Le Livre de poche, n°6895, pages 247 à 262.
- Gautier récits fantastiques, édition GF, p. 177 à 194.
- Nouvelles fantastiques, éd. Hatier